# Desideri Díez i Quijano
Desideri Díez i Quijano   (Castrojeriz, 1948) és un investigador i professor de llengua i literatura catalanes.

## Biografia
Darrer de sis germans, el 1959, als onze anys, encara no sabia llegir ni escriure, va arribar des de la seva Catrojeriz natal a un orfenat religiós a Mollerussa. Va optar per la carrera del magisteri i fer-se maestro nacional. Va ensenyar a l'escola La Salle Horta a Barcelona. Va estudiar filologia hispànica i catalana i es fa fer professor d'institut.
El 2000 va rebre la medalla d'honor de Barcelona, «per la seva trajectòria i treball continu en el procés d'enfortir la consciència ciutadana, la convivència i la cultura de pau».
Marius Serrà s'hi va inspirar per al protagonista de la seva novel·la Ablatanalba.

## Obres destacades
- El que ha estat i és Horta.  Desideri Díez i Quijano, 1982. ISBN 8429719148.
- L'Escut heràldic d'Horta.  El Tinter, 1985. ISBN 84-86460-00-7.
- Les masies d'Horta.  El Tinter, 1986. ISBN 84-86460-00-7.
- Vocabulari d'electrònica i electricitat : termes i expressions.  Miquel Arimany, 1986. ISBN 8472111517.
- Els Transports a Horta.  El Tinter, 1987. ISBN 84-86460-00-7.